# Konwencja o zakazie lub ograniczeniu użycia pewnych broni konwencjonalnych
     Podpisana i ratyfikowana
     Przystąpienie lub sukcesja
     Akceptacja
     Podpisana bez ratyfikacji

Udział w Konwencji o zakazie lub ograniczeniu użycia pewnych broni konwencjonalnych
Podpisana i ratyfikowana
Przystąpienie lub sukcesja
Akceptacja
Podpisana bez ratyfikacji

Konwencja o zakazie lub ograniczeniu użycia pewnych broni konwencjonalnych (Konwencja o zakazie lub ograniczeniu użycia pewnych broni konwencjonalnych, które mogą być uważane za powodujące nadmierne cierpienia lub mające niekontrolowane skutki; ang. Convention on Prohibitions or Restrictions on the Use of Certain Conventional Weapons Which May Be Deemed to Be Excessively Injurious or to Have Indiscriminate Effects, w skrócie: Convention on Certain Conventional Weapons, CCWC) – umowa międzynarodowa z zakresu prawa konfliktów zbrojnych zawarta w Genewie 10 października 1980.
Językami oryginału są angielski, arabski, chiński, francuski, hiszpański i rosyjski. Depozytariuszem jest Sekretarz Generalny ONZ (art. 10). Otwarta do podpisu w Nowym Jorku 10 kwietnia 1981. Obowiązuje od 2 grudnia 1983, gdy zgodnie z art. 5 upłynęło 6 miesięcy od dnia złożenia dwudziestego dokumentu ratyfikacji, przyjęcia, zatwierdzenia lub przystąpienia. Rada Państwa ratyfikowała Konwencję 24 lutego 1983, o czym powiadomiono depozytariusza 2 czerwca 1983.
Do Konwencji dołączono trzy protokoły:
- I w sprawie niewykrywalnych odłamków,
- II w sprawie zakazów lub ograniczeń użycia min, min-pułapek i innych urządzeń (z załącznikiem technicznym),
- III w sprawie zakazów lub ograniczeń użycia broni zapalających.

3 maja 1996 wprowadzono zmiany do II Protokołu, weszły w życie 3 grudnia 1998 r.
IV Protokół w sprawie laserowych broni oślepiających dodano na konferencji stron w Wiedniu 13 października 1995. Obowiązuje od 30 lipca 1998. V Protokół o wybuchowych pozostałościach wojennych dodano w Genewie 28 listopada 2003. Obowiązuje od 12 listopada 2006. Zgodnie z art. 8 ust. 1 pkt b Konwencji poprawki nabierają mocy w takim samym trybie, jak Konwencja.
Zgodnie z art. 1 Konwencja wraz z załączonymi protokołami ma zastosowanie w sytuacjach przewidzianych w artykule 2 wspólnym dla Konwencji genewskich z 12 sierpnia 1949 o ochronie ofiar wojny, tzn. w razie wypowiedzenia wojny lub powstania jakiegokolwiek innego konfliktu zbrojnego między dwiema lub więcej umawiającymi się stronami, nawet gdyby jedna z nich nie uznała stanu wojny.
21 grudnia 2001 konferencja stron w Genewie rozszerzyła Konwencję na konflikty wewnętrzne, zmiana ta weszła w życie 18 maja 2004.
14 grudnia 2017 konferencja stron Międzynarodowego Trybunału Karnego w Nowym Jorku zaliczyła do zbrodni wojennych stosowanie broni pozostawiącej niewykrywalne odłamki oraz laserowej broni oślepiającej, poprawka nie została jak dotąd zatwierdzona.